# Лофуры
Лофуры, или фазаны лофуры (лат. Lophura) — род птиц семейства фазановые.

## Описание
Общим признаком для всех видов лофур является окрашенная в более или менее красноватый цвет нижняя часть спины у самцов. При этом цвет может варьировать от почти оранжево-красноватого оттенка до очень темного медного цвета (у лофуры Эдвардса). У всех самцов лофур отчётливо видны шпоры и необычно большие пещеристые тела на лице. Они могут быть окрашены в зависимости от вида либо в красный, либо в синий цвет. У бульверовой лофуры (Lophura bulweri) эти пещеристые тела крайне увеличены и во время тока могут достигать земли. У самок лофур также имеются относительно большие пещеристые тела, которые сравнимы по величине с пещеристыми телами самцов фазанов (Phasianus). У всех видов лофур имеется выраженный половой диморфизм. У самок преобладают коричневые цвета оперения. У самцов преобладает оперение от тёмно-синего до чёрного цвета, часто у них имеются выделяющиеся хохолки на голове, а перья хвоста, как правило, окрашены в жёлтый или белый цвет.

## Распространение
Родина лофур — центральная и южная Азия, многие виды являются обитателями островов.

## Питание
Рацион лофур состоит поровну из растительной и животной пищи. Животная составляющая корма больше, чем у видов из умеренного климата.

## Размножение
Лофуры в большинстве случаев полигамные, только курицы высиживают кладку с яйцами и выкармливают птенцов. Единственное исключение составляет суматранская лофура (Lophura inornata), которая является моногамным видом.
Период высиживания составляет у суматранской лофуры 24—25 дней, у остальных видов примерно 29 дней.
Кладка состоит в среднем из 4—6 яиц. Лишь кладка суматранской лофуры состоит всего из 2 яиц. В то время как у всех других видов только самки отвечают за насиживание и выводок, самки суматранской лофуры  насиживают кладку сами, однако, выкармливают потомство оба родителя. Кроме того, суматранская лофура — это единственный вид из рода лофур, который выбирает для гнездования возвышенные места, в то время как все другие виды гнездятся на земле.

## Виды
Международный союз орнитологов признаёт 11 видов лофур:
- Лофура Эдвардса (Lophura edwardsi)
- Свайнова лофура, или свайнов фазан (Lophura swinhoii)
- Бульверова лофура (Lophura bulweri)
- Чёрная лофура (Lophura leucomelanos)
- Серебряная лофура, или серебряный фазан (Lophura nycthemera)
- Вилохвостая лофура (Lophura erythrophthalma)
- Lophura pyronota
- Сиамская лофура (Lophura diardi)
- Суматранская лофура (Lophura inornata)
- Lophura rufa
- Огненноспинная лофура (Lophura ignita)